# Vouacapoua
Vouacapoua là một chi thực vật có hoa trong họ Đậu.